# 朝覺院
朝覺院（?—1621年），本名於八，又名茶阿（茶阿局）。德川幕府初代將軍德川家康側室，松平忠輝和松平松千代之母。
於八本來是遠江國金谷村鑄物師的妻子，丈夫與前妻生了兩個孩子，於八和丈夫生了一女。但是，於八的美貌被好色的代官（地方官）看上，代官命人殺了於八的丈夫，想逼於八做自己的側室。不過於八向正在獵鷹的家康訴說丈夫的慘死，據說家康把那個代官殺了，然後把於八和她的女兒帶回濱松城，而於八也改名為「茶阿」，並成為家康的側室，並稱做「茶阿局」。　
文祿元年（1592年）一月，茶阿生下家康六男辰千代（松平忠輝），忠輝後娶陸奧國仙台藩藩主伊達政宗嫡長女五郎八姬，但由於茶阿出生低微，忠輝並沒有姓德川。文祿四年（1595年）時生下七男松千代（也有說忠輝和松千代是雙生子）。
茶阿富有才華，與北政所和伊達政宗交換書信的時候也發揮了社交性。大御所家康將居城遷至駿府城時，茶阿也和其他側室隨著家康移至駿府，家康去世後，茶阿住在江戶。由於長男忠輝有亂性被流放，次男松千代早逝，茶阿晚年十分寂寞。
元和七年（1621年）6月12日逝世。墓在武藏慶宗寺（小石川傳通院末寺），法名「朝覺院」。

## 登場作品
影視劇
- 德川家康（1983年、NHK大河劇、演：武原英子）
- 影武者德川家康（1998年、朝日電視台、演：深浦加奈子）
- 葵德川三代（2000年、NHK大河劇、演：五大路子）